# Pseudophryne pengilleyi
A Pseudophryne pengilleyi a kétéltűek (Amphibia) osztályának békák (Anura) rendjébe, a Myobatrachidae családba, azon belül a Pseudophryne nembe tartozó faj.

## Előfordulása
Ausztrália endemikus faja. Elterjedése az Ausztráliai fővárosi terület és Új-Dél-Wales Brindabella-hegységére korlátozódik, 960-1520 m-es tengerszint feletti magasságban. Elterjedési területének mérete nagyjából 550 km².

## Nevének eredete
A faj nevét Ross K. Pengilley tiszteletére kapta a Pseudophryne nembe tartozó fajok biológiájával és ökológiájával kapcsolatos úttörő munkájáért.

## Megjelenése
Apró termetű békafaj, testhossza elérheti a 3 cm-t. Háta jellegzetes, sárga és fekete csíkos, a sárga csíkok zöldes árnyalatúak. Hasonló mintázat húzódik végtagjain is. Hasa fekete-fehér márványos mintázatú, néha a fehér helyett halványsárga színű. Pupillája és írisze fekete. Ujjai között nincs úszóhártya, ujjai végén nincsenek korongok.

## Életmódja
A Pseudophryne pengilleyi a nyári szaporodási időszakban szubalpin területeken, tőzegmohás mocsarakban és nedves pusztákon, de alacsonyabb fekvésű területeken sűrű növényzetben is megtalálható. Télen az erdők, szubalpin erdők és a szaporodási területhez közeli magas puszták lombos aljnövényzetében figyelhető meg.
Csak nyáron szaporodik, hogy elkerülje a Snowy-hegység szélsőséges éghajlati viszonyait. A petéket a szárazföldön, tőzegmoha (Sphagnum) üregekbe rakja le egyetlen kis csomóban. A fészket a többi Pseudophryne fajhoz hasonlóan a hím őrzi. Az ebihalak hossza elérheti a 3 cm-t, fekete színűek, apró ezüstös foltokkal. A petében fejlődnek, majd a fészket ősszel vagy télen elárasztó eső vagy hóolvadás után kerülnek vízbe, és hat-hét hónap alatt fejlődnek békává.

## Természetvédelmi helyzete
A vörös lista a súlyosan veszélyeztetett fajok között tartja nyilván, mivel a faj egyedszáma az elmúlt három évben több mint 75%-kal csökkent, és ez a csökkenés várhatóan folytatódik, így a faj egyedszáma a következő tíz évben várhatóan több mint 80%-kal fog csökkenni. A csökkenés várhatóan folytatódik, mivel a chytridiomycosis nevű gombás betegség és a közelmúltbeli bozóttüzekkel összefüggő megfelelő élőhely elvesztése jelentette fő veszélyeket jelenleg nem lehet megszüntetni.